# Jakob Brendel
Jakob Brendel (18. září 1907 Špýr, Německé císařství – 13. února 1956 Nürnberg, Německo) byl německý zápasník, zápasící v obou stylech, olympijský vítěz a mistr Evropy.